# Nanker von Lebus
Nanker (vor 1227 – nach 1248) war Bischof von Lebus 1248.

## Leben
1227 war ein Nanker Domherr in Breslau, 1237 und 1238 Propst des Domkapitels in Lebus. 1240 wurde ein Nanker als Kanzler von Herzog Heinrich II. von Schlesien erwähnt, 1245 als Dechant des Domstifts in Breslau.
Im Jahr 1248 war ein Bischof Nanker von Lebus bei einer Synode polnischer Bischöfe in Breslau anwesend und im selben Jahr Zeuge einer Urkunde für das Kloster Kamenz, ebenfalls in Breslau.
Ob es sich in allen Fällen um ein und dieselbe Person handelt, ist nicht eindeutig zu klären, aber sehr gut möglich.
Weitere Informationen sind über ihn nicht bekannt.